# Харальд III Суровый
Харальд III Суровый (др.-сканд. Haraldr Sigurðarson), Гаральд Гардрад, Гаральд III Строгий, Харальд Хардероде (норв. Harald Hardråde); ок. 1015 — 25 сентября 1066) — король Норвегии (1046—1066).
Погиб в битве при Стамфорд-Бридже при попытке завоевать английский трон. С гибелью Харальда прекратился трёхвековой период вооружённой экспансии скандинавских правителей — эпоха викингов. Главный герой «Саги о Харальде Суровом» в составе «Круга Земного».

## Биография

### Молодые годы
Харальд, сын конунга Восточной Норвегии Сигурда Свиньи из рода Хорфагеров и Асты Гудбрандсдоттир, был младшим единоутробным братом короля Норвегии Олава II. Его отец принимал активное участие в воцарении Олава. Уже в детстве Харальд отличался воинственным нравом. В 1030 году, когда Харальду было 15 лет, король Олав II погиб при защите трона от Кнуда Великого. Харальд принимал участие в битве при Стикластадире и был ранен, после чего он скрывался и лечился, а затем покинул Норвегию, перебравшись в Швецию. Далее он сформировал военный отряд из тех, кто, как и он, был вынужден покинуть страну в результате смерти Олава II, и в 1031 году вместе с отрядом прибыл в Киев, где поступил на службу к Ярославу Мудрому.

### Русь и Византия
- В 1031—1034 годах Харальд вместе Эйливом Регнвальдсоном, сыном ярла (посадника) Альдейгьюборга (Ладоги) Рёгнвальда Ульвссона, принимает участие в кампании Ярослава против поляков и по сведениям скандинавских саг является соруководителем войска.
- В 1034 году Харальд со своей дружиной (около 500 человек) поступил на службу к византийскому императору. Отряд Харальда вошёл в элитный наёмный отряд, известный как Варяжская стража. Достаточно быстро Харальд показал себя в бою и завоевал уважение гвардейцев.
- В 1034—1036 годах Харальд участвует в походах против пиратов в Малой Азии и Сирии.
- В 1036—1040 годах отряд Харальда входит в состав византийской армии Георгия Маниака в сицилийском походе. Считается, что один из сицилийских городов он захватил с помощью той же хитрости, которую применила княгиня Ольга в древлянском Искоростене в 946 году: «он велел своим птицеловам ловить птичек, которые вьют гнезда в городе и вылетают днём в лес в поисках пищи. Харальд приказал привязать к птичьим спинкам сосновые стружки, смазанные воском и серой, и поджечь их»[7].
- В 1041 году в составе варяжской гвардии принимает участие в подавлении болгарского восстания Петра II Деляна. По сведениям скандинавских саг и болгарской летописи, Харальд лично убил болгарского царя в сражении. После этих событий он стал командиром всей гвардии.
- В 1042 году Харальд и его варяги принимают активное участие в дворцовом перевороте, в результате которого император Михаил V Калафат был свергнут и ослеплён. Затем в результате интриг Харальд попадает в опалу. Спасаясь от суда, Харальд и его варяги принуждены были бежать из Константинополя и укрылись в Киеве. В саге о Харальде Суровом (XV—XVI стих) Харальд после Византии вернулся не в Киев, а в Хольмград[8] (это либо Новгород, либо варяжский город между городами Ладогой и Холопьим городом на реке Волхов) и добычу от своих средиземноморских походов он отправлял туда же. Довольно странно, что Харальд вообще не упоминает Киев, в котором должна бы находиться его возлюбленная Эллисиф (Елизавета), дочь Ярицлейва (Ярослава) конунга в Хольмгарде.

В период службы в Византии Харальд добыл огромное количество золота и драгоценных камней, часть этой добычи он на протяжении этих лет отсылал на хранение Ярославу Мудрому.
- В 1043 году Ярослав, «за убийство одного знаменитого русского в Цареграде»[9] (в Константинополе), послал своего сына — новгородского князя Владимира совместно с Харальдом в поход на императора Константина Мономаха. Поход закончился миром, заключённым в 1046 году.
- Зимой 1043/1044 Харальд стал зятем Ярослава, взяв в жёны Елизавету Ярославну (Эллисиф в сагах), от которой у него родились две дочери — Мария и Ингигерд. Хотя Харальд был христианином, в 1048 году он берёт в наложницы Тору, дочь ярла Торберга Арнасона, родившую ему будущих норвежских королей Магнуса II и Олава III Тихого.

### Возвращение в Норвегию
Используя средства, накопленные на службе Византийской империи, Харальд с войском возвратился в Швецию в 1045 году и сразу стал большой угрозой королю Норвегии, своему племяннику Магнусу, сыну Олава II Святого. Харальд заключил союз со Свеном II Эстридсеном — претендентом на датский престол. Магнус расстроил этот союз, сделав в 1046 году Харальда своим соправителем в Норвегии.
Однако уже через год Магнус умер. Утверждается, что он сам перед смертью провозгласил своими наследниками в Дании — Свена II Эстридсена, а в Норвегии — Харальда. Харальд, не согласившись с таким разделом, начал войну со Свеном за датскую корону. Датчане терпели поражение за поражением, практически каждый год норвежские корабли разоряли прибрежные селения. В 1050 году Харальд разграбил и сжёг дотла главный торговый центр Дании Хедебю, в 1062 году в крупном морском сражении в устье реки Ниц (или Нис; современное название — Ниссан), Харальд разгромил флот Свена и тот чудом избежал гибели. Тем не менее, несмотря на все победы, Харальду не удалось завоевать Данию, так как местная знать и простые жители (бонды) оказывали Свену неизменную поддержку. В 1064 году Харальд отказался от притязаний на датский трон и заключил мир со Свеном.
Кроме долгой и кровопролитной войны с Данией, Харальд в 1063—1065 годах воевал со Швецией, король которой поддерживал мятежных ему ярлов. В сражении при Венерне (1063) Харальд разбил объединённое войско шведов и мятежных уппландцев.
Харальд жестоко подавлял попытки неповиновения внутри Норвегии, как простых бондов, восстававших против тяжёлых налогов и поборов, так и крупных ярлов, которые были окончательно подчинены королевской власти. Несогласные были либо убиты, либо изгнаны из страны. В стремлении установить централизованную королевскую власть, Харальд опирался на поддержку церкви. При нём христианство окончательно закрепилось во всей Норвегии.
Кроме ведения войн, Харальд заботился об упрочении торговли. Именно он в 1048 году основал торговое поселение Осло, ставшее впоследствии столицей Норвегии.

### Вторжение в Англию
Харальд погиб 25 сентября 1066 году в битве при Стамфорд-Бридже, около города Йорк, против войска короля Англии Гарольда Годвинсона. Он прибыл в Англию с претензией на английский трон, которая основывалась на предполагаемом соглашении между Магнусом и Хардекнудом о том, что, если кто-либо из них умрёт без наследника, то другой наследует и Англию, и Норвегию. В походе Харальда сопровождала жена Елизавета, сын Олав и обе дочери. Старшего сына Магнуса Харальд оставил в Норвегии, провозгласив его конунгом. Тостиг Годвинсон, опальный брат Гарольда II Годвинсона, заключил с Харальдом союз и обещал оказать ему поддержку.
Харальд высадился в Северной Англии с силой приблизительно 15 000 воинов на 300 кораблях и, объединившись с отрядами Тостига, 20 сентября разгромил первые встреченные им английские войска в битве у Фулфорда, в двух милях к югу от Йорка. Но через 5 дней его армия была полностью разгромлена в битве при Стамфорд-Бридже, так, что только 25 из прибывших в Англию 300 кораблей были использованы для доставки выживших обратно в Норвегию. Сам же король получил в этом бою смертельную рану: стрела вонзилась ему в горло.
Менее чем через месяц после этого Гарольд II Годвинсон был побеждён Вильгельмом Завоевателем в битве при Гастингсе и также погиб в бою.

### Похороны
Через год после гибели конунга на Стэмфордском мосту (Стамфорд-Бридже) его тело было отправлено на родину и захоронено в церкви св. Марии в Тронхейме, но через некоторое время гробницу переместили в Эльгесетерский монастырь в Тронхейме, который в XVII в. был снесён. 25 сентября 2006 года в газете «Афтенпостен» появилась статья, повествующая о плачевном состоянии древних захоронений норвежцев, в которой сообщалось, что гробница с предположительно телом Харальда Сурового находится под трассой, проложенной на месте старого монастыря. В статье на следующий день, 26 сентября, муниципальные власти Тронхейма ответили сообщением, что возможность эксгумации тела конунга и внесения его на территорию захоронения Нидаросского собора, места упокоения девяти королей древности, будет рассмотрена в ближайшее время. Спустя месяц появилось короткое сообщение, что предложение о перезахоронении короля было отклонено.

### Поэзия
Корабль проходил перед обширной Сицилией. Мы были горды собой.

Корабль с людьми быстро скользил, как и можно только было желать.

Я меньше всего надеюсь на то, что бездельник будет нам в этом подражать.

Однако не хочет девушка в Гардах чувствовать ко мне склонности.
Харальду приписывается авторство множества вис (стихотворений), в том числе и богато аллитерированных вис, обращённых к «девушке в Гардах» — Елизавете Ярославне. Там он воспевает свои военные подвиги и говорит, что они не дороги, так как Ярославна «знать его не хочет».
В «Саге о Харальде Суровом» Снорри Стурлусон рассказывает о том, что Харальд сочинил цикл из шестнадцати вис под общим названием «Висы Радости», каждая из которых заканчивается одинаковой строкой, в которой автор сетует: «…не хочет девушка в Гардах чувствовать ко мне склонности».
Начиная с конца XVIII века, «Висы Радости» получили большую известность в России. Они многократно переводились и переделывались русскими поэтами (включая Н. А. Львова, К. Н. Батюшкова, А. К. Толстого) в эпоху романтизма. Количество их переводов на русский язык и вольных переложений составляет около полутора десятков.

### Браки и дети
Первая жена — Елизавета Ярославна (1025—?). О её судьбе после смерти Харальда ничего не известно. Дети:
- Мария (?—1066), «внезапно умерла в тот самый день и в тот самый час, когда пал её отец, Харальд конунг»[16]
- Ингигерд (ок. 1046—ок. 1120), королева Швеции и Дании, около 1067 вышла замуж за датского конунга Олава I Свенсона, в 1086 ставшего королём Дании, после его смерти в 1095 году вышла в 1095 или 1096 году за шведского принца Филиппа, ставшего в 1105 королём Швеции.

Вторая жена — Тора Торбергсдоттир. Дети:
- Магнус II Харальдссон — правитель Норвегии в 1066—1069 гг.
- Олав III Тихий — норвежский конунг в 1066—1093 гг.

## Харальд III Суровый в искусстве

### Кино

#### Художественное
- «Доктор Кто» / Doctor Who (эпизод «Вмешивающийся во время» / «The Time Meddler») , 1965; Великобритания), реж. Дуглас Кэмфилд.
- «Викинги: Вальхалла» (англ. Vikings: Valhalla) — американский телесериал в жанре исторической драмы, спин-офф сериала «Викинги» (2022—2024). В роли Харальда — Лео Сутер.

#### Документальное
- Тайны древности. Варвары. Часть 1. Викинги.

### Компьютерные игры
- Представляет Норвегию в игре Civilization VI.
- Присутствует как играбельный персонаж в играх Crusader Kings 2 и Crusader Kings 3.
- Антагонист в кампании Гарольда Годвинссона в Ancestors Legacy.